# Jibrieni, Ismail
Jibrieni (în ucraineană Приморське, transliterat: Prîmorske) este un sat în comuna Vâlcov din raionul Ismail, regiunea Odesa, Ucraina.

## Demografie
Componența lingvistică a comunei Jibrieni
     Rusă (94,78%)
     Ucraineană (4,43%)
     Alte limbi (0,43%)
Conform recensământului din 2001, majoritatea populației comunei Jibrieni era vorbitoare de rusă (94,78%), existând în minoritate și vorbitori de ucraineană (4,43%).